# Juan Molinari
Juan Molinari war ein uruguayischer Fußballspieler.

## Verein
Mittelfeldspieler Molinari gehörte mindestens 1921 dem Kader des in Montevideo angesiedelten, in der Primera División antretenden Vereins Universal an. In jenem Jahr belegte sein Verein den dritten Platz in der Saisonabschlusstabelle.

## Nationalmannschaft
Molinari war auch Mitglied der uruguayischen A-Nationalmannschaft. Mit dieser nahm er an der Südamerikameisterschaft 1921 in Argentinien teil. Dort kam er in den beiden Partien gegen Brasilien und Argentinien zum Einsatz.

## Erfolge
- Südamerikameisterschaftsteilnahme 1921